# Radijsvaalhoed
De radijsvaalhoed (Hebeloma crustuliniforme) is een schimmel behorend tot de familie Hymenogastraceae. Hij leeft op de grond in symbiose (ectomycorrhiza) met verschillende loofbomen, zoals berken, wilgen en de ratelpopulier, maar ook naaldbomen zoals de fijnspar.

## Kenmerken

### Uiterlijke kenmerken
Hoed
De hoed heeft een diameter van 3 tot 8 (tot maximaal 11) cm. De vorm is aanvankelijk gebogen met een ingerolde rand en spreidt zich later uit met een platte umbo en de hoedrand. Het oppervlak is kaal, vlekkerig tot plakkerig/slijmerig en crème tot bruin van kleur en donkerder van kleur in het midden. Op het hoedoppervlak zijn geen sporen van het velum universale te zien, zelfs niet als hij jong is.
Lamellen
De lamellen zijn smal aangehecht of emarginaat. Bij jonge vruchtlichamen en niet te droog weer hangen er vaak druppeltjes uitgescheiden vloeistof aan de lamelsnedes, waardoor er vlekken van ongelijkmatig verdeeld sporenpoeder achterblijven als ze opdrogen.
Steel
De volledig vlezige, soms gevulde, holle steel wordt 2,5 tot 11(-15) cm lang en 7 tot 20 mm dik met een gelijkmatige dikte of verdikte basis. De steelvoet is naar de grond afgerond, er worden geen wortelachtige uitsteeksels gevormd. Op het oppervlak is het bleek of gekleurd vergelijkbaar met het oppervlak van de hoed, zonder ringstructuren en bedekt met fijne schilfers, vooral naar de punt toe.
Geur en smaak
Het vruchtvlees is dik en wit, smaakt bitter en ruikt vaag naar radijs. De paddenstoel is giftig. Hij veroorzaakt braken, buikkramp en diarree.
Sporenprint
De sporenprint is olijfbruin.

### Microscopische kenmerken
De sporen zijn amandelvormig met een onduidelijke papil aan het einde van de spore. Ze zien er geelbruin uit onder de lichtmicroscoop, zijn nauwelijks tot zwak geornamenteerd. Ze reageren alleen met Melzers reagens vaag bruinachtig tot zwak, maar herkenbaar als dextrinoïde. De sporen meten (9,2–)9,6–13,5(–14,9) × (5,4–)5,5–7,2(–7,7) µm, gemiddeld 10,8–12,2 × 6,1–6,7 µm, de lengte-breedteverhouding is (1,43–)1,53– 2,13 (0,2,49), gemiddeld 1,7–1,89.
De basidia zijn meestal viersporig, zelden tweesporig, hebben een basale lus en meten 27-37 × 7,4-10 µm.
De cheilocystidia zijn meestal gesteeld knotsvormig, sommige alleen knotsvormig, sommige gesteeld-schoppenvormig en meestal ongebladerd, maar zelden ook secundair gesepteerd (eenvoudig of met gespvorming). Cheilocystidia zijn (22–)29–86(–105) µm lang en (3,9–)4,9–10,3(–13,4) µm dik in het bovenste gedeelte, in het midden (1,9–)2,4–6,2(–7,4) µm dik en aan de basis (1,9–)2,4–7,5(–7,9) µm dik. Pleurocystidia zijn afwezig. De caulocystidia zijn vergelijkbaar met de cheilocystidia, maar zijn meervoudig gesepteerd.

## Verspreiding
De radijsvaalhoed komt voor in Midden- en Zuid-Europa, op de Canarische Eilanden en op Cyprus. De noordelijke grens van zijn verspreidingsgebied ligt in Denemarken. Uit Scandinavië zijn geen betrouwbare vondsten bekend.
Hij komt in Nederland zeer algemeen voor. Hij staat niet op de rode lijst en is niet bedreigd.

## Foto's

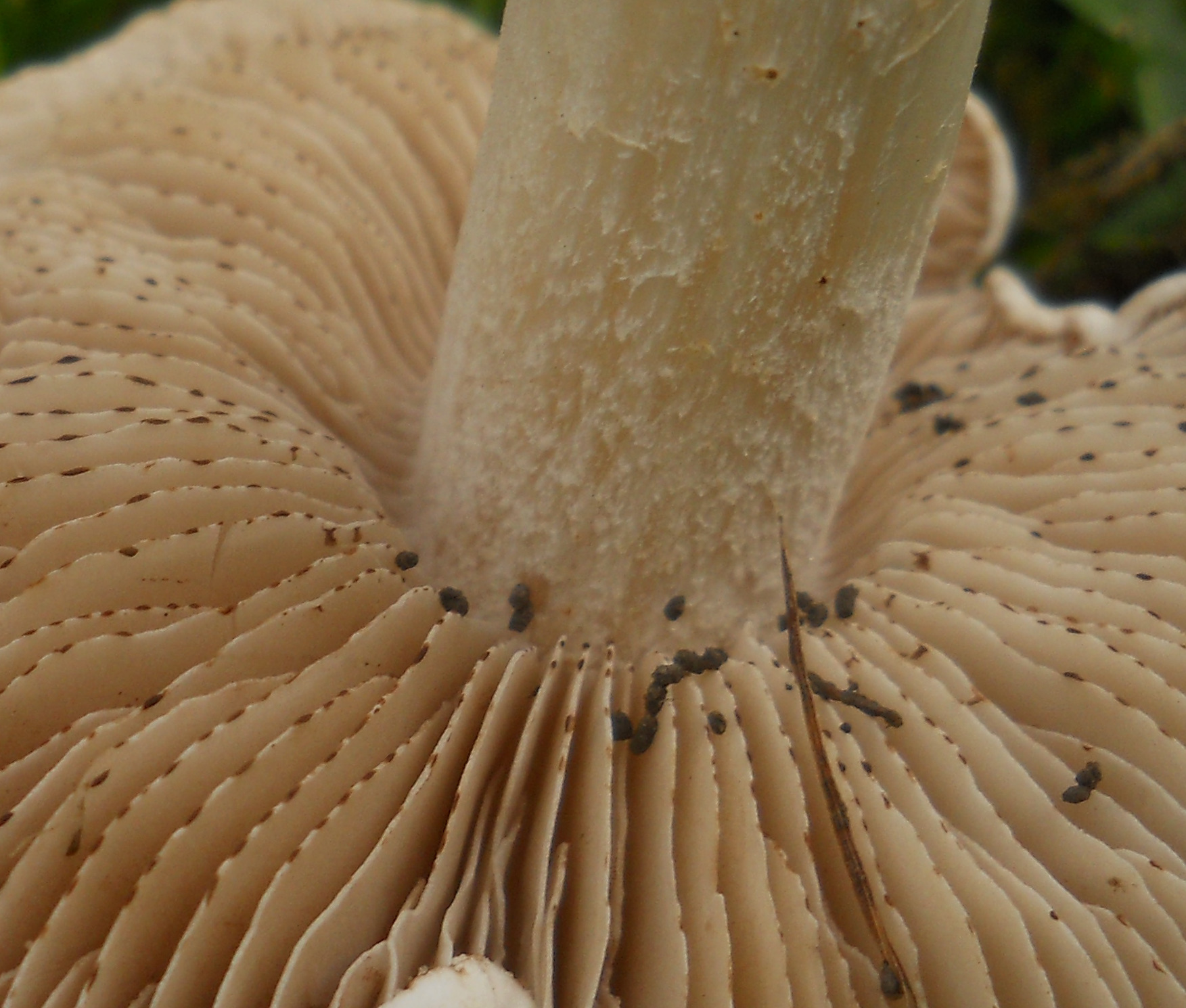
Lamellen
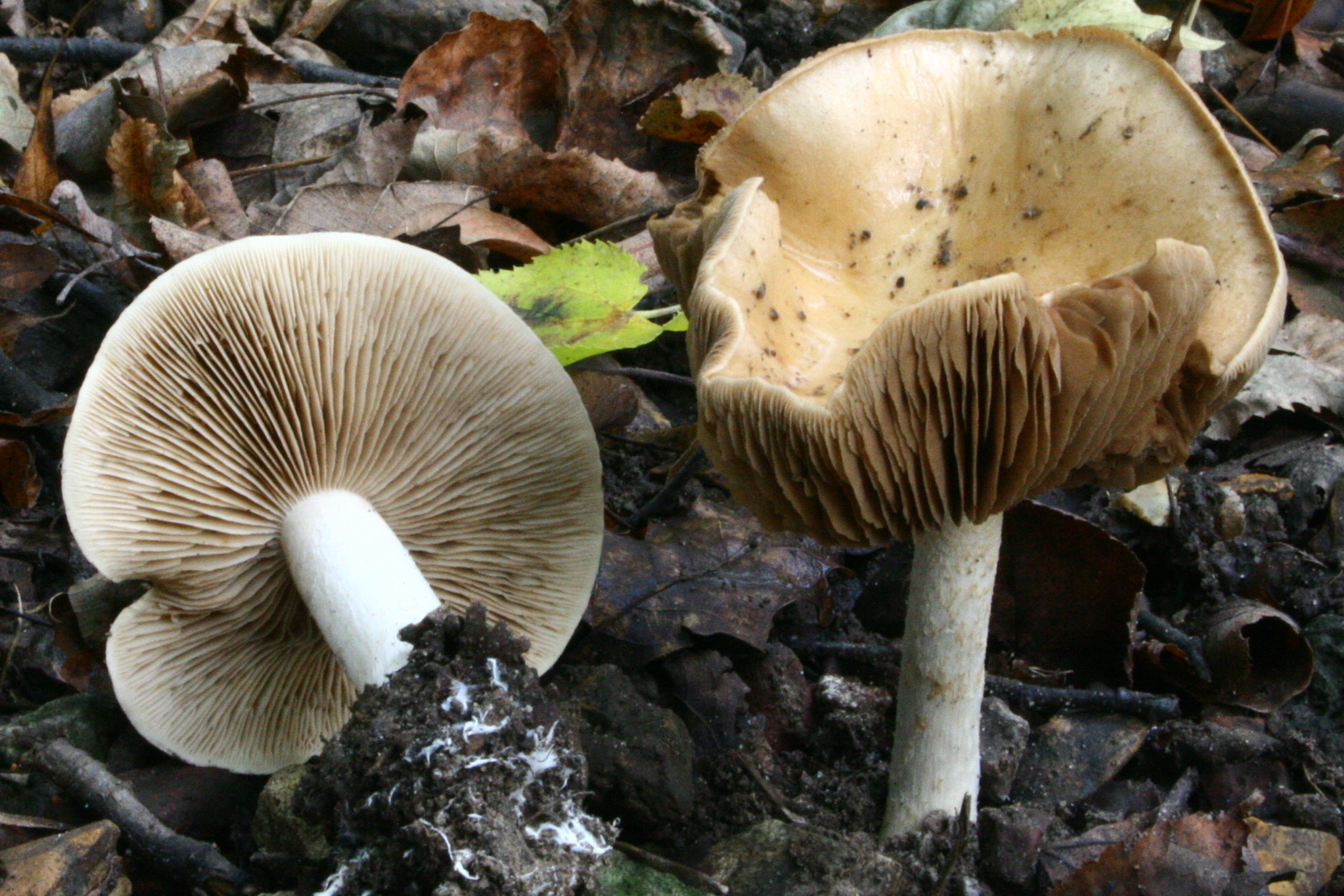
Oudere exemplaren
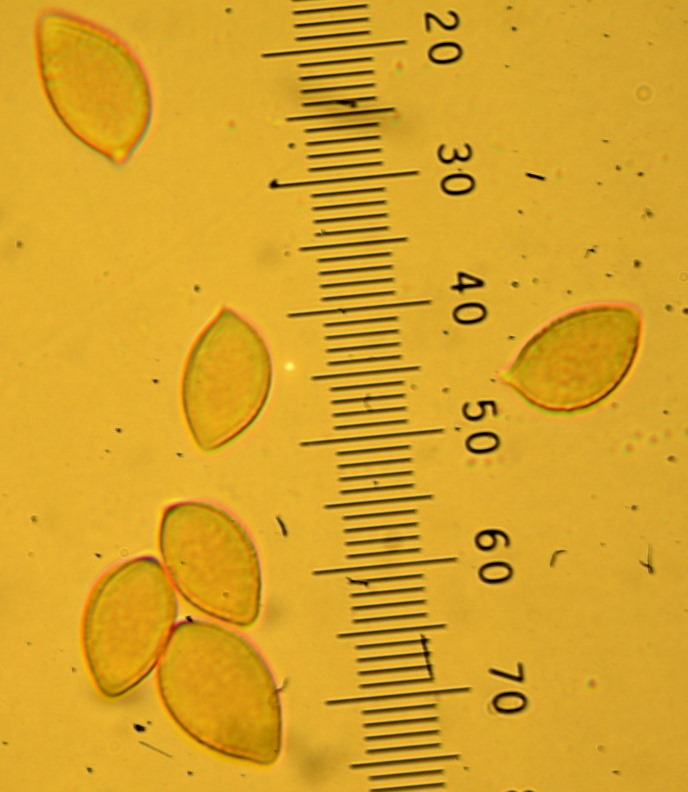
Sporen